# Липец (Виница)
Липец (мкд. Липец) је насеље у Северној Македонији, у источном делу државе. Липец је у саставу општине Виница.

## Географија
Липец је смештен у источном делу Северне Македоније. Од најближег града, Кочана, насеље је удаљено 20 km југоисточно.
Насеље Липец се налази у јужном ободу Кочанском пољу, плодне долине коју гради река Брегалница. Насеље је положено на приближно 700 метара надморске висине. Јужно од насеља издиже се Плачковица.
Месна клима је планинска због знатне надморске висине.

## Историја
По статистици секретара Бугарске егзархије, 1905. године Липец је национално мешовито село са 360 Турака, 340 Словена и 24 Цигана.

## Становништво
Липец је према последњем попису из 2002. године имао 430 становника.
Претежно становништво у насељу су етнички Македонци (99%), а остало су Срби.
Већинска вероисповест месног становништва је православље.